# Rhinolophus convexus
Rhinolophus convexus är en fladdermusart som ingår i släktet Rhinolophus och familjen hästskonäsor. IUCN listar den under kunskapsbrist ("DD"). Catalogue of Life anger inga underarter.

## Beskrivning
En liten fladdermus med en underarmslängd på omkring 4 cm, svanslängd på omkring 2 cm, och en vikt mellan 7 och 8 g. Som alla hästskonäsor har arten flera hudflikar kring näsan. Flikarna brukas för att rikta de överljudstoner som används för ekolokalisation. Till skillnad från andra fladdermöss som använder sig av överljudsnavigering produceras nämligen tonerna hos hästskonäsorna genom näsan, och inte som annars via munnen.

## Utbredning
Arten har påträffats i Malaysia (två lokaler på Malackahalvön) och i Laos. Den betraktas som sällsynt.

## Ekologi
Fladdermusen har påträffats i höglänt regnskog på omkring 1 600 meters höjd.